# Lavotsjkin La-7
De Lavotsjkin La-7 (Russisch: Лавочкин Ла-7) (NAVO-codenaam: Fin) was een Sovjet-jachtvliegtuig tijdens de Tweede Wereldoorlog, ontworpen door Lavotsjkin. Het was een ontwikkeling en verbetering van de Lavotsjkin La-5 en de laatste in een familie van vliegtuigen die begonnen was met de LaGG-1 in 1938.
Tegen 1943 was de La-5 de hoeksteen van de Sovjet Luchtmacht geworden, maar de bedenker van het toestel, Semjon Lavotsjkin, en ook de ingenieurs bij TsAGI vonden dat ze het konden verbeteren. De LaGG-1 was ontworpen in een tijd toen het nodig werd geacht om al het metaal te sparen, en had daarom een basis gemaakt van multiplex. De Sovjetstrategen waren ervan overtuigd dat dat geen probleem meer zou zijn, dus herontwierp Lavotsjkin grote delen van het toestel en gebruikte nu ook metaallegeringen. Er werden ook nog een aantal aerodynamische wijzigingen doorgevoerd, waardoor de prestaties nog verder verbeterden. Het prototype, intern aangeduid met La-120, vloog voor het eerst in november, en werd snel in productie genomen, waarna het in de volgende lente in dienst kwam.
De La-7 eigende zich een zeer goede reputatie toe tijdens de oorlog, en werd gevlogen door de beste aas van de Sovjets, Ivan Kozjedoeb. Het kostte 19-21 seconden om een volle cirkel te maken.
De La-7 was de enige Sovjetjager die een Messerschmitt Me-262 neerschoot, op 15 februari 1945 boven Duitsland.
De totale productie van de La-7 bleef steken op 5.753 toestellen, waaronder ook nog een aantal La-7UTI-trainers. Het volgende model, de La-9 leek uiterlijk erg op de La-7, maar was in feite een totaal ander toestel.

## Varianten
La-7D
Testbed voor twee pulserende straalmotoren onder de vleugels.
La-7R
Testbed voor een in de staart gemonteerde raketmotor.
La-7S
Testbed voor twee ramjets onder de vleugels.
Geen van deze varianten bleken goed genoeg te werken, en werden al gauw ingehaald door de turbojettechnologie.
La-7UTI
Twee-zits trainingversie.

## Gebruikers
Tsjecho-Slowakije
- Tsjecho-Slowaakse luchtmacht

 Roemenië
- Roemeense luchtmacht

 Sovjet-Unie
- Luchtmacht van de Sovjet-Unie

## Verwante onderwerpen

### Vergelijkbare vliegtuigen
- Focke-Wulf Fw 190
- Hawker Tempest II
- Hawker Sea Fury
- P-47D Thunderbolt
- Kawasaki Ki-100